# Mănăstirea Clocociov
Mănăstirea Clocociov este o mănăstire din România situată în Slatina, județul Olt.
Mănăstirea a fost ctitorită de vel aga Dinicu Buicescu și zidită în anul 1645. În prezent, este mănăstire de maici cu hramul Sfinții Arhangheli Mihail și Gavriil, fiind în același timp monument istoric, cu codul LMI OT-II-a-A-08619.
Situată în partea de sud a orașului Slatina, într-o depresiune flancată de doi versanți,  Mănăstirea Clocociov străjuieste de veacuri aceste locuri, favorizată de configurația naturală a terenului, păstrându-și nealterate tradiția, prestigiul precum și frumusețea și robustețea construcției. Monumentul se numără azi, prin îndepărtatul său trecut istoric, între așezările mănăstirești cu renume din Județul Olt, fiind contemporană cu alte ctitorii domnești și boierești din vecinătate.
Încărcată din belșug de istorie, Mănăstirea Clocociov apare în peisajul orașului Slatina nu după mult timp de la prima lui atestare în anul 1368, devenind mai apoi un adevărat simbol al ținutului, prin viața autentică pe care o duceau viețuitorii acesteia și prin daniile numeroase pe care le primea de la domnitorii Țării Românești.

## Istoric
Mânăstirea aceasta, avand ca hram Sfinții Arhangheli Mihail și Gavriil, își înscrie numele printre cele mai vechi așezăminte monahale din țara noastră. Începuturile ei, nefiind fixate în documentele vremii, s-au pierdut odată cu trecerea timpului. Pisania bisericii, probabil de lemn, nepăstrându-se, am fost privați de un important izvor, menit să stabilească începuturile și ctitorii sfântului așezământ.
Unele documente îl atestă drept ctitor pe Mihai Viteazul, care a și înzestrat-o cu donații, degradările survenite după anul 1628 determinând o nouă și substanțială refacere în timpul lui Matei Basarab. Astfel, reclădirea mânăstirii îi este atribuită marelui dregător Diicu Buicescu vel agă, rudă a domnitorului Matei Basarab, împreună cu soția jupâneasa Dumitra și cu mama sa, jupâneasa Mara. Cert este că zidirea bisericii vechi a început în 1645 și a durat câteva luni. Ctitoria lui Diicu Buicescu mai conținea însă și câteva chilii și incinta de zid. Nu se cunosc datele finalizării întregului complex și a pictării bisericii.
O tradiție spune că domnitorul Matei Basarab, urmărit fiind de turci, s-a ascuns în scorbura unui soc din Clocociovul păduros. Scăpând de urmăritori, drept recunoștință a hotărât să ridice o mănăstire, căreia de-a lungul domniei i-a închinat multe moșii. În sprijinul acestei tradiții vine și mărturia unei catagrafii din anul 1862, care consemnează că „biserica este fondată la 7153 (1645) de răposatul Matei Basarab Vodă”, probabil sub influența unei pisanii pusă în anul 1645, când edificiul a fost refăcut de boierul Diicu Buicescu, nepotul domnitorului.
Între secolele XVII-XVIII mănăstirea era cunoscută prin proprietățile și veniturile de care dispunea, fiind închinată de către domnitorul Alexandru Coconul catre Mănăstirea Cutlumuș din Muntele Athos. Vrednice de amintit în acest sens sunt și însemnările de călătorie ale patriarhului Macarie al III-lea al Antiohiei și ale secretarului său, arhidiaconul Paul de Alep, care la 19 august 1657 au poposit „la o mănăstire cu hramul Sfântul Mihail, dar de obiceiu numită Clocociov”, care seamănă cu Mănăstirea Stănești de peste Olt și este „stăpânită de egumeni și de călugări greci, de la Mănăstirea Cutlumuș din Sfântul Munte”.
Începând din a doua jumătate a secolului al XVIII-lea, dar mai ales după secularizarea averilor mănăstirești, complexul a pierdut mai multe avarii, ca urmare a jafurilor, a primului război mondial, precum și a cutremurelor din secolele XIX și XX, care au dus la totala sa degradare.
În primăvara anului 1976, stabilindu-se aici Ieromonahul Visarion Coman și câteva monahii de la Mănăstirea Sucevița, străvechea ctitorie Clocociov, aflată în paragină, fără turle, cu soclul plin de igrasie și pereții adânc fisurați, a intrat într-o nouă fază de viață. Cutremurul din 1977 lăsând urme adânci, s-a simțit nevoia unei restaurări totale între anii 1980-1981, restaurare ce s-a făcut pe cheltuiala Episcopiei Râmnicului și prin osteneala maicii starețe Mihaela Tamaș.
Tot atunci au fost refăcute din zid și acoperite cu tablă de aramă cele trei turle dispărute în a doua jumătate a secolului al XIX-lea. Biserica a fost acoperită și ea tot cu tablă de aramă, iar temelia consolidată cu o nouă centură de beton. Vechea stăreție s-a reconstruit și a fost acoperită cu tablă din aluminiu. S-au refăcut și vechile pivnițe, a fost restaurată clopotnița, s-a consolidat zidul din incintă și s-au construit și alte clădiri noi, necesare vieții mânăstirești.
Mânăstirea păstrează parțial zidul de incintă, înalt, cu masivi contraforți pe laturi, ce imprimă complexului un caracter de fortăreață. Clopotnița este o construcție formată din două nivele: parterul, flancat în interior de două nișe în grosimea zidului, și turnul hexagonal cu deschideri arcuite, în interiorul cărora se află clopotele. Pe fațada principală, o decorație în zimți din cărămidă conturează deschiderea semicirculară a porții, unde este pictată icoana hramului − Sfinții Arhangheli Mihail și Gavriil. Aceeași decorație se continuă și pe celelalte fețe ale turnului, ca și în jurul deschizăturilor de pe tambur.
Biserica a fost construită în plan triconic, cu pridvor deschis, având arcade rotunjite pe stâlpi circulari, groși. Aici, un frumos chenar sculptat în piatră, ce împodobește pisania de la 1645, decorează intrarea în interior. Ușa de la intrare, stranele, catapeteasma și restul de mobilier sunt din lemn frumos sculptat. Pictura însă este nouă, realizată în anul 1937 de către pictorul Nicolae Pană, care a zugrăvit interiorul și o parte din pridvor. Din vechea pictură se mai păstrează în pronaos tabloul votiv, remarcabil portret de grup, cu portretele ctitorilor și ale descendenților lor direcți. Repictarea s-a făcut cu ajutorul Episcopului Nichita Duma, sprijinit de domnii Milcoveanu și P. Protopopescu, acțiune ce a și avut ca finalitate redeschiderea mănăstirii.
În incintă s-a amenajat și un muzeu, cu o importantă colecție de artă veche românească, cuprinzând icoane, piese de artă decorativă (în special argintării, broderii, țesături și sculpturi în lemn), și cărți cu ilustrații gravate în lemn, executate în cele mai cunoscute tipografii din țară de renumiți artiști români. Conservate bine, ele constituie o colecție de o importantă valoare istorică și culturală, evocând diferite momente din trecutul mănăstirii, precum și o îndelungată și intensă activitate creatoare din domeniul artelor decorative.

## Obștea Mânăstirii
Astăzi, obștea mânăstirii numără 40 de maici, stareță fiind Stavrofora Iulia Băgăceanu, iar slujitor Pr. Nicolae Bălășoiu.